# Siamanna
Siamanna (en sard, Siamanna) és un municipi italià, dins de la província d'Oristany. L'any 2007 tenia 863 habitants. Es troba a la regió de Campidano di Oristano. Limita amb els municipis d'Allai, Oristany, Ruinas, Siapiccia, Simaxis i Villaurbana.

## Administració
| Període | Identitat           | Partit        |
| ------- | ------------------- | ------------- |
| 2005-   | Franco Vellio Melas | Llista cívica |